# مشرفة الكبرى (غيزانية)
مشرفة الكبرى (بالفارسية: مشرفه بزرگ) هي قرية وتقع في إيران في قسم غيزانية الريفي. يقدر عدد سكانها بـ 231 نسمة بحسب إحصاء 2016.